# Todor Paniza

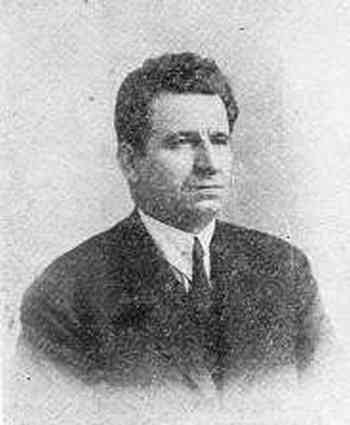
Todor Panica

Todor Nikolow Panica (auch Todor Nikolov Panitsa geschrieben, bulgarisch Тодор Николов Паница; * 2. Juli 1879 in Orjachowo, Bulgarien; † 8. Mai 1925 (ermordet) in Wien, Österreich) war ein bulgarischer Freiheitskämpfer und Terrorist. Er war ebenfalls Mitglied der BMARK (Bulgarische Makedonisch-Adrianopeler Revolutionäre Komitees/Български Македоно-Одрински революционни комитети) und der aus ihr hervorgegangenen IMRO (kurz für Innere Makedonische Revolutionäre Organisation). Todor Panica war Neffe des Revolutionärs Kosta Panica, der nach einem Mordversuch gegen den Ministerpräsidenten Stefan Stambolow die Todesstrafe bekam.

## Leben
Todor Panica wurde am 2. Juli 1879 in Orjachowo in das damalige Fürstentum Bulgarien geboren. Er wurde jedoch sehr früh Waise und wuchs bei seinem Onkel in der Hafenstadt Warna auf. 1902 trat er der BMARK aktiv bei und nahm ein Jahr später an den von der BMARK organisierten Ilinden-Preobraschenie-Aufstand teil. Er war Kämpfer in der Tscheta von Nikola Puschkarow, die in der Skopje-Region gegen die Osmanischen Kräfte (Armee und Freischärler) tätig war. Nach der Niederschlagung des Aufstands kämpfte er ab 1904 in der Region Drama unter der Leitung des BMARK-Wojwoden Michail Daew. In dieser Zeit freundete er sich mit Jane Sandanski an und wurde Befürworter seiner Ideen über die Zukunft, Aufbau und Zielrichtung der BMARK.
Im Jahr 1906 wurde er auf dem zweiten Kongress des Revolutionären Gebietes von Serres, das zu dieser Zeit von Jane Sandanski geführt wird, zum Mitglied ebendieses Revolutionären Gebietes gewählt. Jane Sandanski beauftragte danach Panica mit der Ermordung des Woiwodas Michail Daew, dessen Platz Panica danach einnahm. Todor Panica beteiligte sich später in der Verschwörung von Sandanski gegen die Führung der IMORO (Eine Umbenennung von BMARK), indem er am 28. November 1907 die beiden Auslandsvertreter der IMORO in Sofia, Boris Sarafow und Iwan Garwanow ermordete. Für diese Tat verurteilte ihn der Kongress der IMORO von Kjustendil im Jahr 1908 zu Tode.
Zusammen mit Sandanski beteiligte er sich an der Jungtürkischen Revolution von 1908 und lebte danach legal in Drama.
Er beteiligt sich in den beiden Balkankriegen von 1912/13 auf Seiten der bulgarischen Armee bei der Befreiung von Newrokop (heute Goze Deltschew, Bulgarien) und Drama.
Im darauf folgenden Ersten Weltkrieg beteiligte er sich auf Seiten der bulgarischen Armee gegen die französische Armee, an der Schlacht von Kriwolak, wo er verwundet wird. Für seinen Mut im Kampf wurde er mit der Tapferkeitsmedaille ausgezeichnet.
Als 1919 in Bulgarien der Bauernvolksbund  (Българският земеделски народен съюз (БЗНС) ) unter der Führung von Aleksandar Stambolijski die Macht ergriff, stellte sich Todor Panica in ihren Dienst, indem er in Newrokop die Mazedonisch Föderative Organisation gründete, mit der er die IMRO ersetzen wollte. Als Antwort darauf schickte die IMRO am 16. Oktober 1922 über 400 Tscheta nach Newrokop, um diese zu erobern. Panica gelang zwar die Flucht, aber der größte Teil seiner Anhänger wurde gefasst und bestraft.
Nach dem Militärputsch vom 9. Juni 1923 im Zarentum Bulgarien, der mithilfe der bulgarischen Armee und der IMRO gegen die „serbenfreundliche“ Politik Aleksandar Stambolijski gerichtet war, emigrierte Panica erst nach Jugoslawien und später nach Wien. Er unterhielt weiterhin Kontakte zu den sogenannten „Föderalisten“ der „Mazedonisch Föderativen Organisation“, die von Jugoslawien finanziert wurde.
Nachdem er sich in Wien niedergelassen hatte, nahm er Kontakt mit der von der Kommunistischen Internationale und der Bulgarischen Kommunistischen Partei initiierten Vereinigte IMRO „IMRO (Obedinena)“ auf.
Er setzt seine Aktionen gegen die IMRO  und deren Führer Todor Aleksandrow und General Aleksandar Protogerow fort.
Todor Panica wurde am 8. Mai 1925 im Wiener Burgtheater von Mentscha Karnitschewa ermordet. Der Mord wurde im Auftrag der IMRO unter Iwan Michajlow von dessen Ehefrau Mentscha ausgeführt und stellte einen Racheakt wegen Verrates und der Ermordung der Vertreter der IMRO in Bulgarien, Boris Sarafow und Iwan Garwanow im Jahre 1907, seitens Panica dar.